# Bella Tola
Bella Tola är ett berg i Schweiz.   Det ligger i distriktet Leuk och kantonen Valais, i den södra delen av landet, 80 km söder om huvudstaden Bern. Toppen på Bella Tola är 3 025 meter över havet, eller 290 meter över den omgivande terrängen. Bredden vid basen är 4,3 km.
Terrängen runt Bella Tola är huvudsakligen bergig, men den allra närmaste omgivningen är kuperad. Närmaste större samhälle är Sierre, 10,8 km nordväst om Bella Tola. 
Trakten runt Bella Tola består i huvudsak av gräsmarker. Runt Bella Tola är det ganska glesbefolkat, med 34 invånare per kvadratkilometer.